# Vodice (Smederevska Palanka)
Vodice (em cirílico: Водице) é uma vila da Sérvia localizada no município de Smederevska Palanka, pertencente ao distrito de Podunavlje, na região de Šumadija, Jasenica. A sua população era de 881 habitantes segundo o censo de 2011.

## Demografia
| 1948 | 1953 | 1961 | 1971 | 1981 | 1991 | 2002 | 2011 |
| ---- | ---- | ---- | ---- | ---- | ---- | ---- | ---- |
| 1050 | 1098 | 1186 | 1083 | 1068 | 1011 | 930  | 881  |